# 麟蹄郡

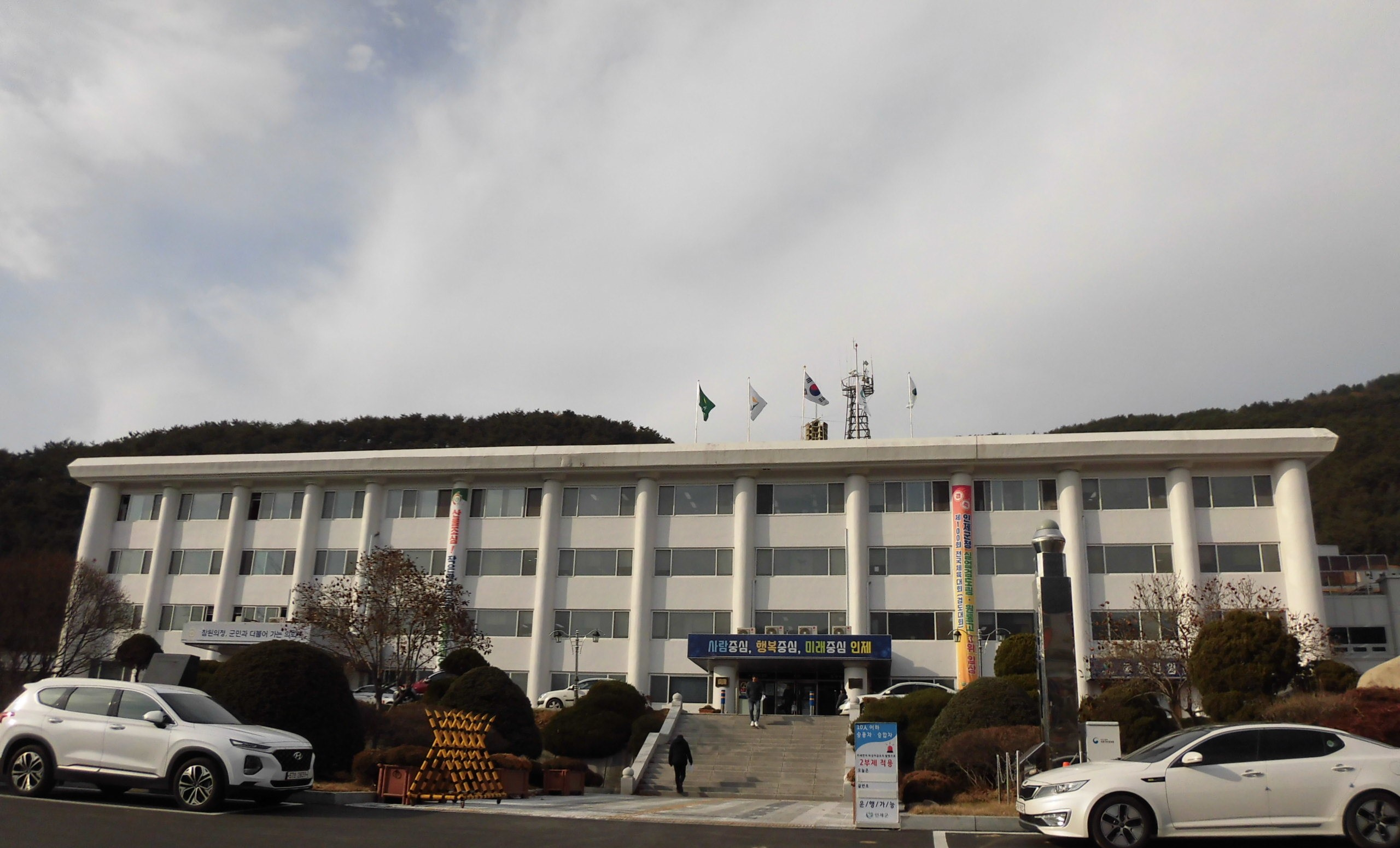
麟蹄郡庁

麟蹄郡（インジェぐん）は、大韓民国江原特別自治道北部にある郡。軍事境界線に接する。

## 地理
江原特別自治道の北部に位置する。

## 歴史
高句麗の時は猪足縣（烏斯回）としたが高麗すると麟蹄と改称し、春川の帰属となったが後に淮陽に隷属した。高麗恭譲王元年（1389年）に独立して監務を設置して、朝鮮太宗13年（1413年）には県監を設置した。過去にこの地域は流刑地だったが、元通一帯が主な流刑地であった。
- 高麗時代の三国史記にはすでに、麟蹄県・瑞和県の名称がある。
- 1415年 - 春川都護府下に麟蹄県・瑞和県などが置かれる。
- 1424年 - 瑞和県が麟蹄県に編入される。
- 1895年旧暦閏5月1日 - 春川府に属し麟蹄郡となる。（二十三府制）[2]
- 1896年8月4日 - 江原道麟蹄郡となる。（十三道制）[3]
- 1906年 - 春川郡麒麟面を編入。
- 1914年4月1日 - 郡面併合により、麟蹄郡に以下の面が成立。[4]（6面）
  - 郡内面・南面・北面・瑞和面・麒麟面・内面
    - 当時の面積は東京都や神奈川県の面積に匹敵する大きな郡であった。
- 1917年 - 郡内面が麟蹄面に改称。（6面）
- 1945年
  - 8月15日 - ソ連軍管理下に置かれる。ただし、内面および麟蹄面・南面・麒麟面の各一部は米軍管理下に置かれる（南4面、北5面）。
  - 9月16日 - 米軍管理下の麟蹄郡麒麟面・麟蹄面・南面・内面が洪川郡に編入。麟蹄郡消滅。（5面）
    - 麒麟面・麟蹄面・南面を洪川郡新南面に改編。
- 1946年12月 - ソ連軍管理下の南面が麟蹄面に編入。（4面）
- 1953年7月27日 - 瑞和面の一部（金剛郡に編入）を除いて、韓国の統治範囲となる。
- 1954年11月17日 - 収復地区臨時行政措置法により、麟蹄郡に対する施政権が回復し、洪川郡新南面は返還と同時に麟蹄面・麒麟面・南面として復元。以下の6面で再出発。[5]
  - 麟蹄面・北面・瑞和面・南面・麒麟面・亥安面（楊口郡から移管）
- 1963年1月1日 - 亥安面が瑞和面に編入。[6]（5面）
- 1973年7月1日（5面）[7]
  - 春城郡北山面水山里および楊口郡南面上水内里・下水内里が南面に編入。
  - 洪川郡内面美山里が麒麟面に編入。
  - 瑞和面の一部（旧・亥安面の地域）が楊口郡東面に移管。
  - 南面斗武里が楊口郡南面に編入。
- 1979年5月1日 - 麟蹄面が麟蹄邑に昇格。[8] （1邑4面）
- 1983年2月15日 - 麒麟面の一部（上南里・下南里・美山里）・南面の一部（金富里）をもって上南面を設置。[9]（1邑5面）
- 1993年 - 麟蹄邑の一部が北面に編入。
- 2017年3月22日 - 北面に元通9里を新設。南面甲屯里が所峙里に改称。ただし、軍事的な理由で居住が制限される地域は、既存の名称である甲屯里は存続。[10][11]

## 行政

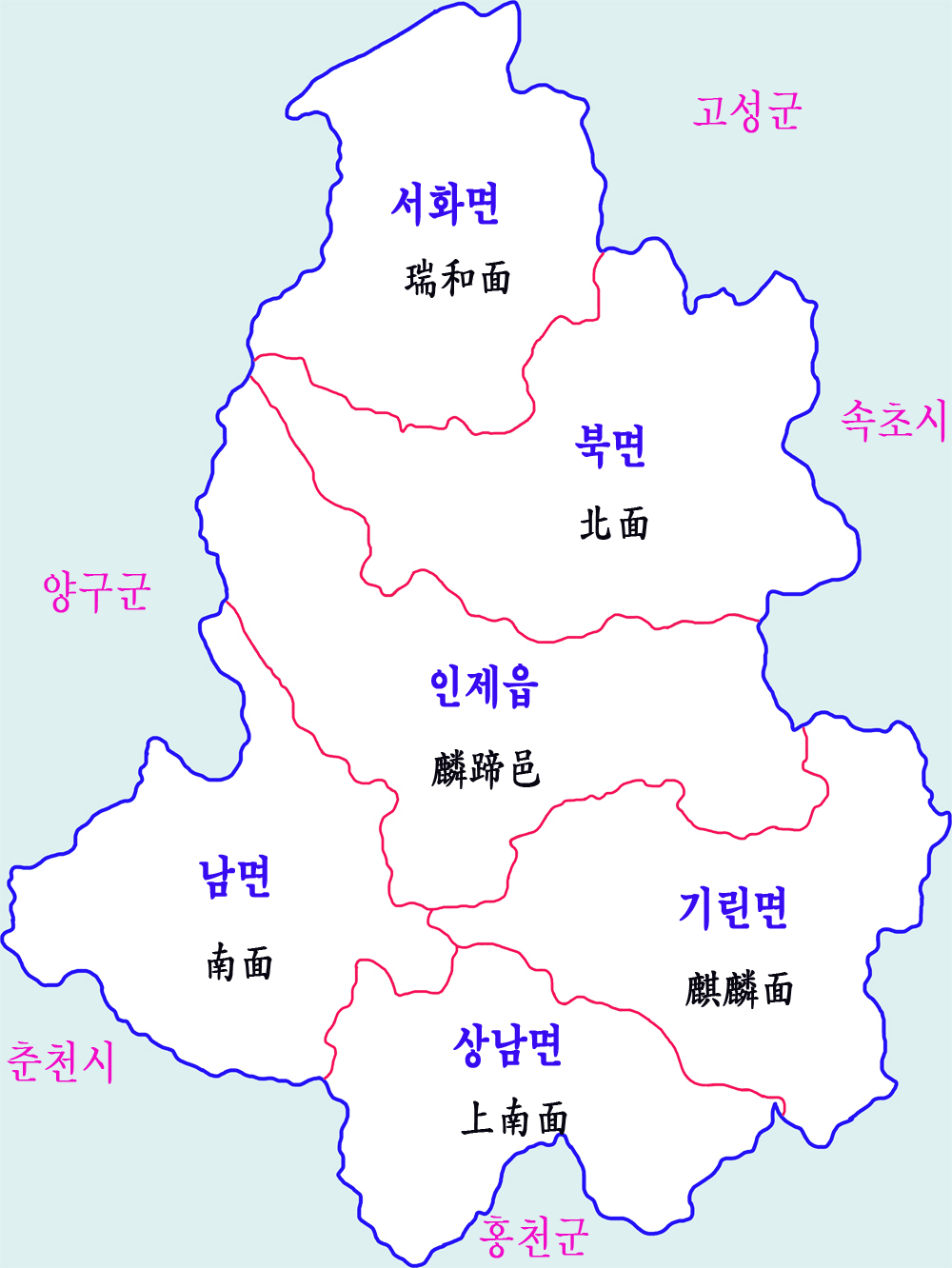
行政区域図

### 下位行政区画
1邑5面から構成される。
| 邑・面 | 法定里 |
| ------ | --- |
| 麟蹄邑 | 加里山里、加児里、古沙里、貴屯里、南北里、徳山里、徳積里、上東里、院垈里、下楸里、合江里                   |
| 南面   | 甲屯里、所峙里、冠垈里、藍田里、富坪里、上水内里、下水内里、水山里、新南里、新月里、新豊里、於論里、亭子里 |
| 北面   | 龍垈里、元通里、月鶴里、寒渓里                                                                             |
| 瑞和面 | 加田里、瑞和里、瑞興里、瑞希里、深積里、長承里、天桃里                                                     |
| 麒麟面 | 芳洞里、北里、西里、鎮東里、県里                                                                           |
| 上南面 | 金富里、美山里、上南里、下南里                                                                             |

瑞和面は軍事境界線に接する無人の里が存在する。

### 警察
- 麟蹄警察署

### 消防
- 麟蹄消防署

## 気候
- 最高気温極値37.7℃（2018年8月1日）
- 最低気温極値-25.9℃（1981年1月6日）

| 麟蹄郡の気候                                                | 麟蹄郡の気候  | 麟蹄郡の気候  | 麟蹄郡の気候 | 麟蹄郡の気候 | 麟蹄郡の気候 | 麟蹄郡の気候  | 麟蹄郡の気候   | 麟蹄郡の気候   | 麟蹄郡の気候  | 麟蹄郡の気候 | 麟蹄郡の気候 | 麟蹄郡の気候 | 麟蹄郡の気候     |
| 月                                                          | 1月           | 2月           | 3月          | 4月          | 5月          | 6月           | 7月            | 8月            | 9月           | 10月         | 11月         | 12月         | 年               |
| ----------------------------------------------------------- | ------------- | ------------- | ------------ | ------------ | ------------ | ------------- | -------------- | -------------- | ------------- | ------------ | ------------ | ------------ | ---------------- |
| 最高気温記録 °C （°F）                                      | 13.2 (55.8)   | 18.9 (66)     | 23.5 (74.3)  | 31.2 (88.2)  | 33.0 (91.4)  | 35.4 (95.7)   | 36.8 (98.2)    | 37.7 (99.9)    | 33.2 (91.8)   | 28.6 (83.5)  | 24.2 (75.6)  | 16.3 (61.3)  | 37.7 (99.9)      |
| 平均最高気温 °C （°F）                                      | 1.5 (34.7)    | 4.7 (40.5)    | 10.5 (50.9)  | 17.8 (64)    | 23.2 (73.8)  | 27.0 (80.6)   | 28.2 (82.8)    | 28.8 (83.8)    | 24.7 (76.5)   | 19.1 (66.4)  | 11.0 (51.8)  | 3.5 (38.3)   | 16.7 (62.1)      |
| 日平均気温 °C （°F）                                        | −4.7 (23.5)   | −1.8 (28.8)   | 4.0 (39.2)   | 10.6 (51.1)  | 16.1 (61)    | 20.4 (68.7)   | 23.3 (73.9)    | 23.4 (74.1)    | 18.4 (65.1)   | 11.8 (53.2)  | 4.8 (40.6)   | −2.1 (28.2)  | 10.4 (50.7)      |
| 平均最低気温 °C （°F）                                      | −10.4 (13.3)  | −7.7 (18.1)   | −1.9 (28.6)  | 3.8 (38.8)   | 9.6 (49.3)   | 15.1 (59.2)   | 19.6 (67.3)    | 19.7 (67.5)    | 14.0 (57.2)   | 6.4 (43.5)   | −0.4 (31.3)  | −7.3 (18.9)  | 5.0 (41)         |
| 最低気温記録 °C （°F）                                      | −25.9 (−14.6) | −24.5 (−12.1) | −14.9 (5.2)  | −7.0 (19.4)  | 0.1 (32.2)   | 3.4 (38.1)    | 9.8 (49.6)     | 9.0 (48.2)     | 0.7 (33.3)    | −6.5 (20.3)  | −14.0 (6.8)  | −22.8 (−9)   | −25.9 (−14.6)    |
| 降水量 mm （inch）                                          | 16.6 (0.654)  | 22.8 (0.898)  | 32.1 (1.264) | 69.8 (2.748) | 92.6 (3.646) | 116.8 (4.598) | 332.4 (13.087) | 287.6 (11.323) | 127.4 (5.016) | 44.8 (1.764) | 40.9 (1.61)  | 20.8 (0.819) | 1,204.6 (47.425) |
| 平均降水日数 （≥0.1 mm）                                    | 5.9           | 5.7           | 7.8          | 8.7          | 9.4          | 10.3          | 15.2           | 14.0           | 8.9           | 5.8          | 7.5          | 5.9          | 105.1            |
| % 湿度                                                      | 65.0          | 61.1          | 58.4         | 56.4         | 63.7         | 69.7          | 78.5           | 79.0           | 76.8          | 72.9         | 69.0         | 67.3         | 68.2             |
| 平均月間日照時間                                            | 158.8         | 158.3         | 187.5        | 199.4        | 215.6        | 199.2         | 144.9          | 159.7          | 165.0         | 166.9        | 136.1        | 147.1        | 2,038.5          |
| 出典：韓国気象庁 (平均値：1991年-2020年、極値：1971年-現在) |               |               |              |              |              |               |                |                |               |              |              |              |                  |

## 文化・観光
- 麟蹄ワカサギ祭り
- インジェ・スピーディウム
- 大岩山ヨンヌプ（龍沼） - ラムサール条約登録湿地（韓国のラムサール条約登録地一覧参照）

## 出身者
- 朴寅煥 - 詩人 1926年生まれ。
- キム・グクジン - タレント 1965年生まれ。